# Franz Digruber
Franz Digruber (ur. 13 listopada 1940 r.) – austriacki narciarz alpejski. Nie startował na żadnych mistrzostwach świata ani igrzyskach olimpijskich. Najlepsze wyniki w Pucharze Świata osiągnął w sezonie 1967/1968, kiedy to zajął 24. miejsce w klasyfikacji generalnej.

## Sukcesy

### Puchar Świata

#### Miejsca w klasyfikacji generalnej
- 1967/1968 – 24.
- 1968/1969 – 25.

#### Miejsca na podium
1. Kranjska Gora – 1 marca 1968 (slalom) – 2. miejsce
2. Kranjska Gora – 16 lutego 1969 (gigant) – 3. miejsce